# Egor Proškin
Egor Vadimovič Proškin (in russo Егор Вадимович Прошкин?; Mosca, 15 gennaio 1999) è un calciatore russo, difensore del Volgar' Astrachan'.

## Carriera
Cresciuto nel settore giovanile del Chimki, dal 2018 al 2020 fa parte della rosa della prima squadra, pur non riuscendo a disputare alcun incontro ufficiale. Nel 2020 viene acquistato dalla Torpedo Mosca, in seconda divisione. Al termine della stagione 2021-2022, contribuisce alla vittoria del campionato cadetto e alla conseguente promozione in massima serie. Il 21 agosto 2022 ha esordito in Prem'er-Liga, disputando l'incontro perso per 2-0 contro lo Zenit San Pietroburgo.

## Statistiche

### Presenze e reti nei club
Statistiche aggiornate al 9 ottobre 2022.
| Stagione        | Squadra         | Campionato      | Campionato | Campionato | Coppe nazionali | Coppe nazionali | Coppe nazionali | Coppe continentali | Coppe continentali | Coppe continentali | Altre coppe | Altre coppe | Altre coppe | Totale | Totale |
| Stagione        | Squadra         | Comp            | Pres       | Reti       | Comp            | Pres            | Reti            | Comp               | Pres               | Reti               | Comp        | Pres        | Reti        | Pres   | Reti   |
| --------------- | --------------- | --------------- | ---------- | ---------- | --------------- | --------------- | --------------- | ------------------ | ------------------ | ------------------ | ----------- | ----------- | ----------- | ------ | ------ |
| 2020-2021       | Torpedo Mosca   | 1D              | 18         | 1          | CR              | 1               | 0               |                    | -                  | -                  |             | -           | -           | 19     | 1      |
| 2021-2022       | Torpedo Mosca   | 1D              | 14         | 0          | CR              | 2               | 0               |                    | -                  | -                  |             | -           | -           | 16     | 0      |
| 2022-2023       | Torpedo Mosca   | PL              | 4          | 0          | CR              | 1               | 0               |                    | -                  | -                  |             | -           | -           | 5      | 0      |
| Totale carriera | Totale carriera | Totale carriera | 36         | 1          |                 | 4               | 0               |                    | -                  | -                  |             | -           | -           | 40     | 1      |

## Palmarès

### Club

#### Competizioni nazionali
- PFN Ligi: 1

Torpedo Mosca: 2021-2022